# Huernia guttata
Huernia guttata är en oleanderväxtart. Huernia guttata ingår i släktet Huernia och familjen oleanderväxter.

## Underarter
Arten delas in i följande underarter:
- H. g. calitzdorpensis
- H. g. guttata
- H. g. reticulata